# Microtus dogramacii
Microtus dogramacii е вид бозайник от семейство Хомякови (Cricetidae).

## Разпространение
Видът е разпространен в Турция.